# Premijer Sovjetskog Saveza
Premijer Sovjetskog Saveza je bila druga najvažnija državna dužnost u Savezu Sovjetskih Socijalističkih Republika.

## Ime titule
Kao što titula predsjednika SSSR-a nastaje još doba prije komunističkog preuzimanja vlasti tako se to dogodilo i s onom premijera. U doba pripreme za revoluciju 1917. godine Lenjin je bio za sebe namijenio titulu Predsjednika Savjeta Narodnih Komesara Sovjetske Rusije. Nakon rušenja vlade Kerenskog ta titula je postala bez obzira na svoje ime ona premijera pošto su narodni komesari koji sjede u ovome savjetu bili ministri (narodni komesar za obranu, narodni komesar za ekonomiju). Nakon proglašenja SSSR ta funkcija se 1923. godine preimenuje u Predsjednik Savjeta Narodnih Komesara SSSR i do 1946. godine ime se više neće mijenjati. Tada Staljin vrši preimenovanje u Predsjednik Savjeta Ministara SSSR-a koje će se održati sve do 1990. godine i početka raspada države. Tijekom posljednjih 12 mjeseca ime će na zahtjev Gorbačova biti promijenjeno još četiri puta.

## Predsjednik Savjeta Narodnih Komesara Sovjetske Rusije
- Vladimir Lenjin ( 8. studenog 1917. – 6. srpnja 1923. )

## Predsjednik Savjeta Narodnih Komesara SSSRa
- Vladimir Lenjin ( 6. srpnja 1923. – 21. siječnja 1924. ) umro na dužnosti
- Aleksej Rikov ( 2. veljače 1924. – 19. prosinca 1930. ) smijenio ga Molotov
- Vjačeslav Molotov ( 19. prosinca 1930. – 6. svibnja 1941. ) smijenio ga Staljin
- Josif Staljin ( 6. svibnja 1941. – 15. ožujka 1946. )

## Predsjednik Savjeta Ministara SSSRa
- Josif Staljin ( 15. ožujka 1946. – 5. ožujka 1953. ) umro na dužnosti.
- Georgij Malenkov ( 6. ožuja 1953. – 8. veljače 1955. ) smijenio ga Hruščov
- Nikolaj Bulganin ( 8. veljače 1955. – 27. ožujka 1958. ) smijenjen zbog sukoba s Hruščovim
- Nikita Hruščov ( 27. ožujka 1958. – 15. listopada 1964. ) smijenio ga Brežnjev
- Aleksej Kosigin ( 15. listopada 1964. – 23. listopada 1980. ) podnio ostavku zbog bolesti
- Nikolaj Tihonov ( 23. listopada 1980. – 27. rujna 1985. ) smijenio ga Gorbačov
- Nikolaj Rižkov ( 27. rujna 1985. – 26. prosinca 1990. ) ukinut položaj dok se nalazio u bolnici

## Premijer SSSRa
- Valentin Pavlov ( 14. siječnja 1991. – 22. kolovoza 1991. ) sudjelovao je u pokušaju smjene Gorbačova.

## Predsjednik Komiteta za Izvršni Menadžment Nacionalne Ekonomije
- Ivan Silajev ( 6. rujna 1991. – 20. rujna 1991. )

## Predsjednik Međurepubličkog Ekonomskog Komiteta
- Ivan Silajev ( 20. rujna 1991. – 14. studenog 1991. )

## Premijer Ekonomskog Komonvelta
- Ivan Silajev ( 14. studenog 1991. – 25. prosinca 1991. ) raspad države.